# Vincenzo Dandolo

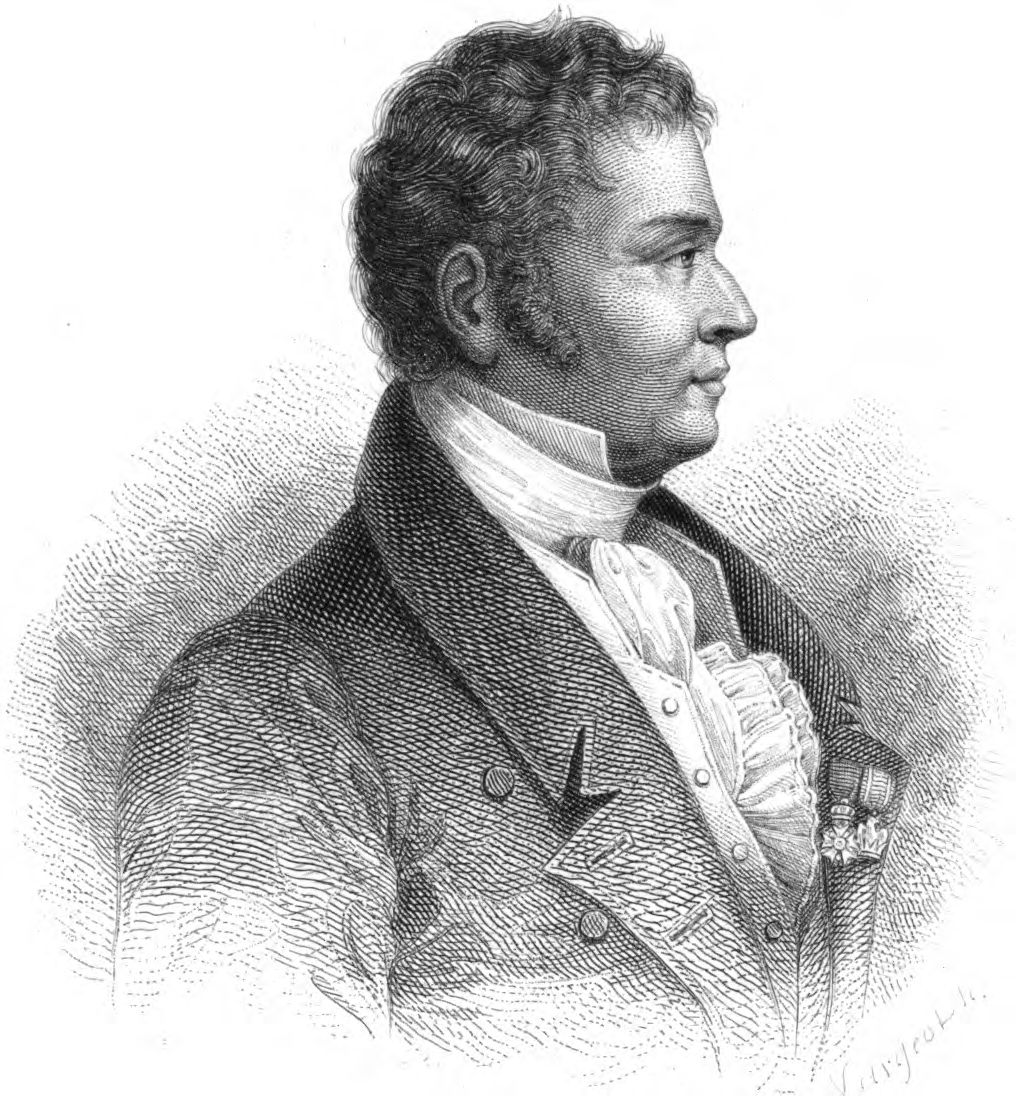
Vincenzo Dandolo.

Vincenzo Dandolo, född den 12 oktober 1758 i Venedig, död den 13 december 1819 i Varese, var en italiensk greve, kemist och agronom. Han var far till Tullio Dandolo.
Dandolo var medlem av cisalpinska republikens stora råd och därefter guvernör i Dalmatien, varefter han levde på sina gods vid Varese. Han förbättrade vägväsendet, åkerbruket och vinodlingen i Lombardiet. Han är författare till Fondamenti della fisico-chimica applicati alla formazione de' corpi et de' fenomeni della natura (1796), Les hommes nouveaux, ou moyens d'opérer une régénération morale (1799), Enologia (1812), Il buon governo de' bachi da seta (1816), Storia de' bachi da seta (1818-19). Hans memoarer utgavs av Compagnoni (1820).